# حزب العمل التنزاني
حزب العمل التنزاني هو حزب سياسي معارض في تنزانيا.

## الأداء الانتخابي
في الانتخابات التشريعية لعام 2000 فاز الحزب بثلاثة مقاعد من أصل 269 مقعدًا في الجمعية الوطنية. في الانتخابات الرئاسية في نفس اليوم، فاز مرشحها أوغسطين ليتونجا مريما بنسبة 7.8٪ من الأصوات.
في الانتخابات التي أجريت في 14 ديسمبر 2005 احتل المرشح الرئاسي لحزب حزب العمل التنزاني أوغسطين مريما المركز الرابع من بين عشرة مرشحين، وفاز بنسبة 0.75٪ من الأصوات. وفاز الحزب بمقعد واحد في انتخابات مجلس الأمة التي أجريت في نفس اليوم.